# Giacinto de’ Sivo

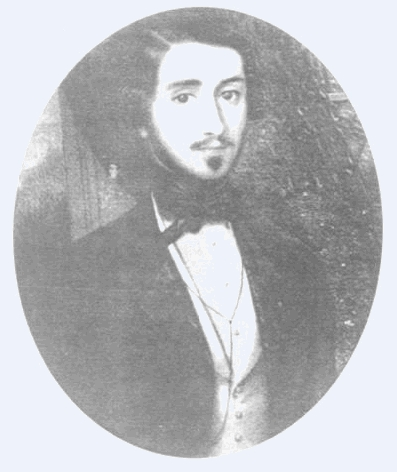
Giacinto de’ Sivo

Giacinto de’ Sivo (* 29. November 1814 in Maddaloni, Kampanien; † 19. November 1867 in Rom) war ein italienischer Historiker, Dichter und Journalist des 19. Jahrhunderts. Er gilt als erster Historiker, der eine revisionistische historiografische Vision des Risorgimento entwickelte.

## Leben
Giacinto de’ Sivo, gehörte durch Familientradition der Konterrevolution an (sein Großvater hatte 1799 auf eigene Kosten royalistische Milizen bewaffnet, und einer seiner Onkel hatte als Offizier in der Armee von Kardinal Ruffo gedient). Dem Haus Bourbon treu ergeben, wurde de’ Sivo zum Zeitpunkt des Untergangs des Königreichs beider Sizilien von seinem Amt als Intendanzrat entbunden und am 14. September 1860 verhaftet, weil er sich geweigert hatte, Garibaldi zu huldigen. Um einer erneuten Verhaftung zu entgehen, musste er nach Rom flüchten, wo sich der letzte König von Neapel mit seinem Hof niedergelassen hatte. 1861 veröffentlichte er seinen ersten Aufsatz, „L’Italia e il suo dramma politico nel 1861“, in dem er die Einigung als einen elitären Prozess betrachtete, der aufgrund bewaffneter Gewalt und der Verbreitung von Lügen von den Interessen des Volkes entfernt war. Infolgedessen und trotz der Gefahr einer Strafverfolgung und der Schwierigkeit, Drucker zu finden, die bereit waren, seine Aussagen zu veröffentlichen, stellte der Historiker sein repräsentativstes Werk zusammen, „Storia delle Due Sicilie dal 1847 al 1861“, das zwischen 1862 und 1867 in fünf Bänden veröffentlicht wurde. Die Werke von de’ Sivo beschreiben den einheitlichen Prozess als eine Aggression gegen zwei souveräne Staaten (zwei Sizilien und die Kirche), die gegen das Völkerrecht und insbesondere gegen die spirituellen und zivilen Werte der neapolitanischen Nation verstößt. De’ Sivos Denken wurde lange geächtet, obwohl Benedetto Croce seine Bedeutung neu bewertete, indem er eine Biographie schrieb, die in das Buch „Una famiglia di patrioti“ aufgenommen wurde. Siehe darüber Croces Artikel „Francesco Paolo Bozzelli e Giacinto de Sivo“, in: Atti Acc. Pont., 48 (1918).

## Werke
- Costantino Dracosa tragedia storica. dai torchi del Tramater, Neapel 1841
- Corrado Capece. Storia pugliese dei tempi di Manfredi. tipografia Carluccio, Neapel 1846
- L’Italia e il suo dramma politico nel 1861. Brüssel 1861
- Discorso pe’ morti del Volturno. Rom 1861
- I Napolitani al cospetto delle nazioni civili. Livorno 1861 (Online bei Google Books)
- Storia delle Due Sicilie dal 1847 al 1861, Bd. I, Rom, 1863 ; Bd. II, Rom, 1864 ; Bd. III, Verona, 1865 ; Bd. IV und V, Viterbo, 1867.